# Regentessekwartier (Den Haag)
Het Regentessekwartier is een Haagse woonwijk, die tussen 1885 en 1910 is aangelegd in
de voormalige polder 't Kleine Veentje. De naam verwijst naar Koningin-Regentes Emma, de tweede vrouw van koning Willem III (1848-1890), die van 1890 tot 1898 is opgetreden als regentes (waarnemend staatshoofd) voor haar minderjarige dochter Wilhelmina, die geboren was in 1880.
De wijk wordt begrensd door de Laan van Meerdervoort, de Beeklaan (tot 1902 de stadsgrens met Loosduinen), de Loosduinseweg en
de Koningin Emmakade. Aangrenzende wijken zijn  Schilderswijk, Transvaalkwartier, Valkenboskwartier en Heesterbuurt, Duinoord, Zeeheldenkwartier en Centrum. Het Regentessekwartier maakt thans deel uit van stadsdeel Segbroek.
Het Regentessekwartier is een van de negentien beschermde stadsgezichten van Den Haag.

## Ontwikkeling van de wijk
De straataanleg begon in 1884, aan de kant van het Koningsplein. Het ontwerp hiervoor is getekend door Cornelis Goekoop.
In eerste instantie werden de hoofdstraten aangelegd: de Weimarstraat, het Koningsplein en later de Regentesselaan. Bij het tot stand komen van deze wijk, en ook het later gebouwde Duinoord, Statenkwartier en Benoordenhout, is door de particuliere ontwikkelaar eerst een soort van bestemmingsplan opgezet, waarbij bij de verkoop van de diverse bouwkavels was vastgelegd welke functies en soort bebouwing op de diverse kavels mochten worden ondergebracht. Op veel plaatsen zijn hier nog resultaten van terug te vinden. In straten als de Reinkenstraat en de Weimarstraat is hier echter op grote schaal de hand mee gelicht doordat de latere notarissen de beperkende gebruiksmogelijkheden eenvoudigweg niet meer hebben genoemd.
Het oorspronkelijke stratenpatroon van Goekoop volgde min of meer de oude verkaveling van sloten en wegen. In 1891 tekende de directeur van de Dienst Gemeentewerken, I.A. Lindo, een ontwerp waar voor het eerst in Den Haag de diagonaal voorkwam: de Regentesselaan. De scheiding tussen wat waarschijnlijk privaat initiatief en publieke werken was, vindt men ook terug in de straatnamen.
In het deel tussen de Koningin Emmakade en het Verversingskanaal zijn de straatnamen ontleend aan officieren die van 1830 tot 1839 de Belgische Opstand bevochten. Dit deel van de wijk stond oorspronkelijk bekend als het Veldherenkwartier. Deze naam wordt informeel nog steeds gebruikt, maar heeft geen officiële status. In de rest van de wijk zijn het uitvinders die hun naam geleend hebben aan de straten.
Het Koningsplein is genoemd naar koning Willem III. In meer steden is eind negentiende eeuw een Koningsplein ontstaan, ook als uiting van nationaal gevoel. De bebouwing van het Haagse Koningsplein weerspiegelt uitstekend de mentaliteit van deze stad: een tikje grandeur, maar voor de rest bescheiden burgerdom.
Na zo'n zes jaar, getuige een gevelsteen in de Van Swietenstraat uit 1892, was de buurt rond het Koningsplein, tussen de Koningin Emmakade en het Verversingskanaal, nagenoeg geheel volgebouwd. In de volgende tien jaar waren de huizen opgerukt tot over de Regentesselaan en langs de gehele Weimarstraat tot aan de Beeklaan. Rond 1910 was de hele wijk volgebouwd. Het gebied tussen het Verversingskanaal en de Marnixstraat was het laatste gebied dat bebouwd werd. In 1904 verdwenen daar de tuinderijen om plaats te maken voor de elektriciteitscentrale en de bebouwing rond de De Constant Rebecquestraat.

## Demografie
De buurt is aangelegd voor de middenstand en de beter betaalde arbeiders. Het deel tussen de Weimarstraat en de Laan van Meerdervoort was voor de duurdere huizen; vanaf de Weimarstraat tot aan de Loosduinseweg was voor de lagere inkomensgroepen.
De wijk telt ongeveer 12.700 inwoners (2002) van wie relatief meer 'nieuwe Hagenaars' dan gemiddeld in Den Haag 58% van de mensen is niet van Nederlandse komaf. Dit zijn met name mensen van Surinaamse (hindoestaanse) afkomst.
Hieronder een overzicht daarvan:
- Surinamers: 1950
- Marokkanen: 650
- Turken: 600
- Antillianen: 380

Het klassieke verhaal wil dat er een scheiding is tussen Hagenaars die op zand wonen en diegenen die op veen wonen. Den Haag is deels gebouwd op zandduinen, waarvan de grens met de veengebieden ongeveer gelijk loopt met de Laan van Meerdervoort. De betere huizen staan op zand en die trokken dus de rijkere kopers. In huizen op veengrond werd minder geld gestoken en die waren dus armoediger. In het Regentessekwartier is de Weimarstraat de eigenlijke grens tussen zand en veen, hoewel de Daguerrestraat op 'zacht' veen rust. Zacht veen is een zeer instabiele substantie, met de neiging tot verzakking.

## Bebouwing

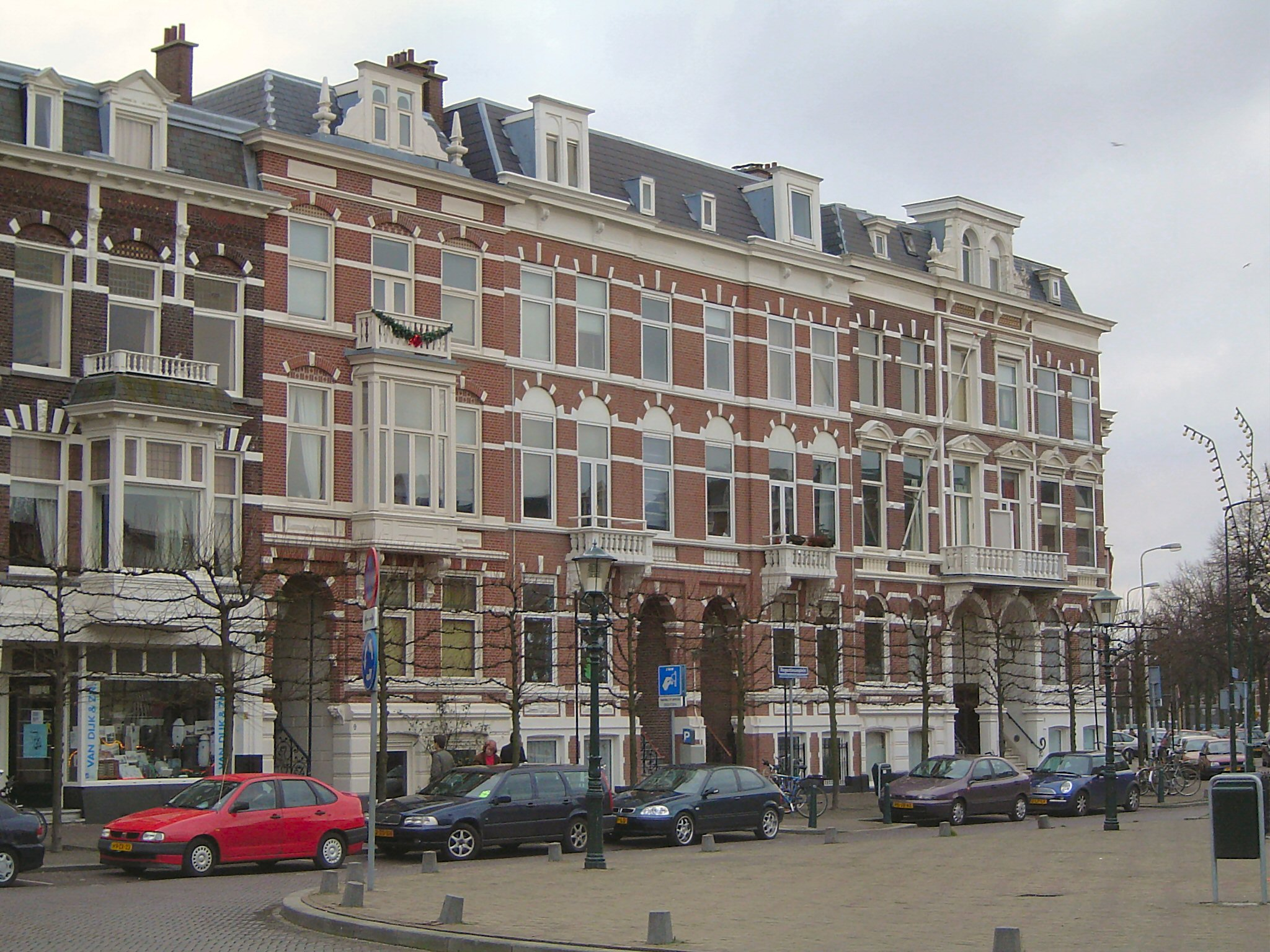
Neo-Renaissancegevels aan het Regentesseplein, 2005

De wijk kenmerkt zich door gesloten gevelrijen in neo-renaissancestijl. De rijkst versierde gevels vindt men op het 'zand', aan het noordelijk deel van de Regentesselaan. De meeste huizen zijn gesplitst in een beneden- en bovenwoning, elk met een eigen voordeur, waarbij de benedenwoning meestal een achter- of tussenbouw heeft. Portiekbouw kwam in die tijd nog niet voor, behalve bij de als laatste gebouwde buurt van de De Constant Rebecquestraat.
De aaneengesloten gevels van het Koningsplein met hun gepleisterde sierbanden en de sierconstructies in chaletstijl genieten een bescheiden gemeentelijke bescherming vanwege hun 'ensemblewaarde'. De gevels zijn fraaie voorbeelden van aannemersarchitectuur.

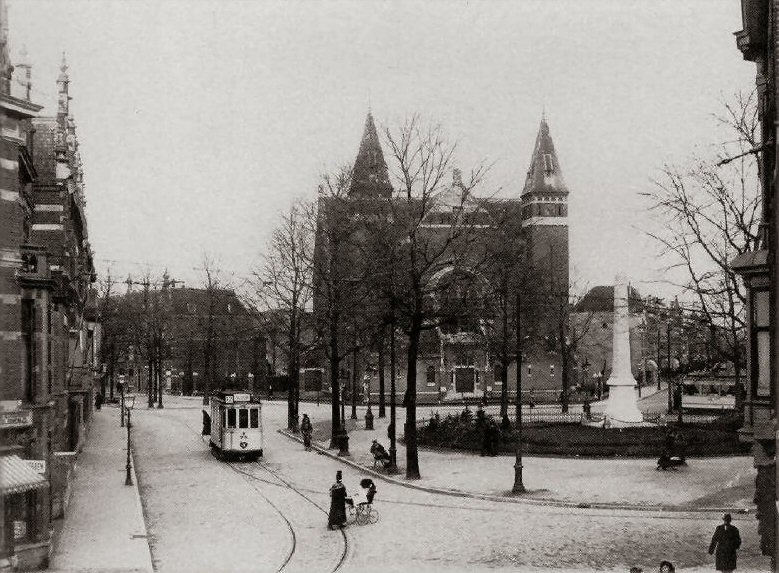
Regentesseplein en -kerk in 1905

Aan het Regentesseplein heeft een grote protestantse kerk gestaan, de hervormde Regentessekerk uit 1901. Eind 1974 werd die gesloopt om plaats te maken voor een complex appartementen voor bejaarden.
Het zuidoostelijke deel van de wijk, een buurt die officieel Rond de Energiecentrale heet, wordt voor een groot deel in beslag genomen door een industrieterrein. In 1871 werd daar de As- en Vuilnisstaal opgericht, gevolgd door de gasfabriek aan de Gaslaan in 1875. De elektriciteitsfabriek aan het De Constant Rebecqueplein is in 1904 gebouwd. In 1889 is het Verversingskanaal gegraven om de stadsgrachten te kunnen lozen op zee in Scheveningen. Op het terrein van de Vuilverbranding is in 2005 een sport- en recreatieterrein geopend onder de naam De Verademing. In 2007 werd er een school (met appartementen) voor speciaal onderwijs bij gebouwd. Voor grote delen van dit deels braakliggende terrein bestaan plannen voor bebouwing en betere groenaanleg.
De kwaliteit van de huizen was in het noordelijk deel van de wijk (Weimarstraat - Laan van Meerdervoort) beter dan in het zuiden. In het zuidelijke deel, op het 'veen', heeft dan ook op grotere schaal stadsvernieuwing plaatsgevonden.

## Kunst en cultuur

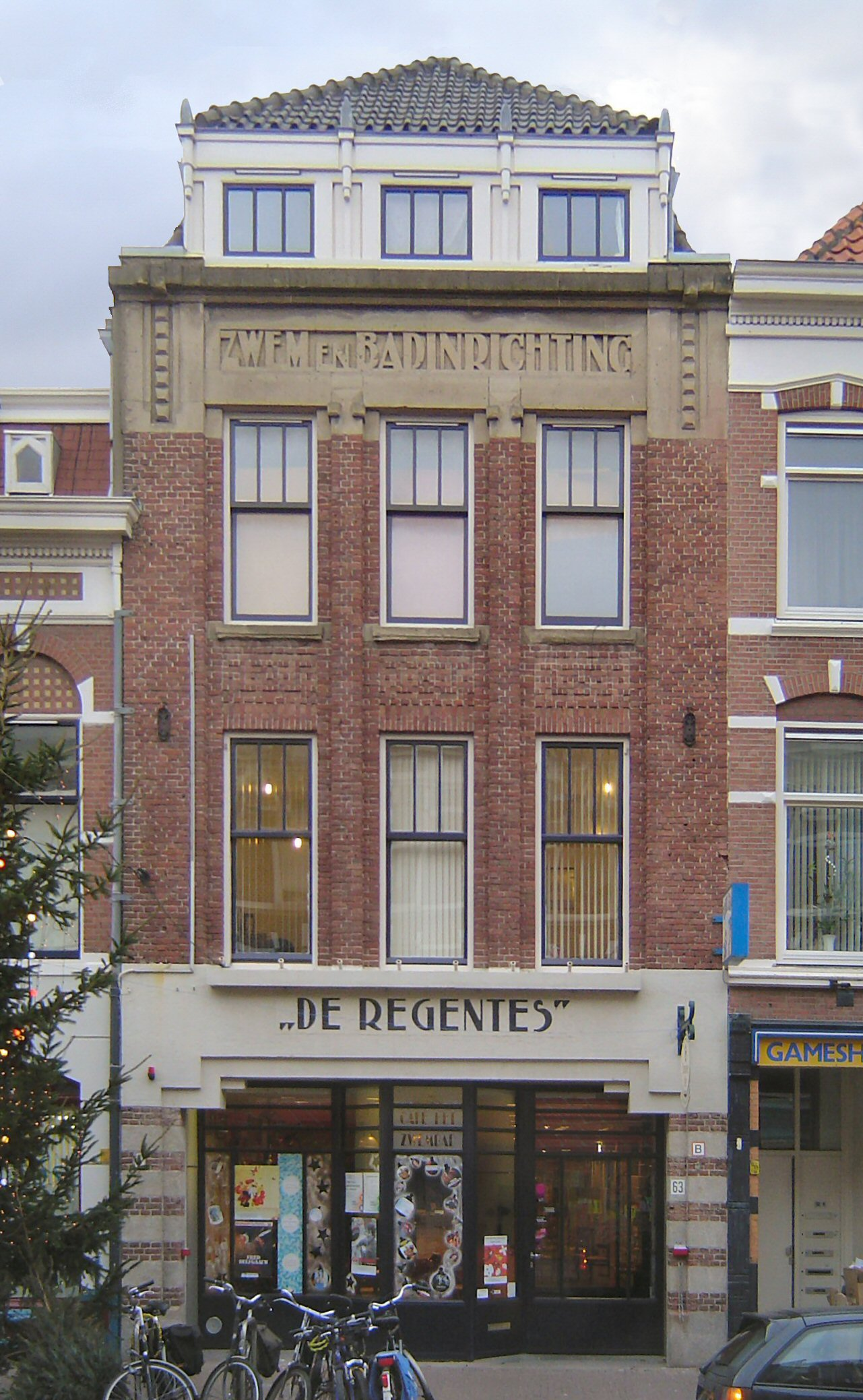
Theater (Zwembad) De Regentes

De wijk bevat twee kunstwerken van formaat. In het midden van het Regentesseplein staat de 'naald' van Koningin Emma. Het is een natuurstenen obelisk uit 1905, opgericht ter ere van de populaire koningin-moeder. De obelisk is versierd met een allegorisch vrouwenbeeld en een portetbuste en profil in brons van Emma, vervaardigd door Arend Odé en A.F. Gips.
In het midden van het Koningsplein stond een werk van de Israëlisch-Engelse beeldhouwer Zadok Ben-David, genaamd Paardenkracht. Het was een parodie op een klassiek ruiterstandbeeld: de grote sokkel droeg geen heerser, maar slechts een anatomische afbeelding van een skelet van een paard.
Het beeld is in 2003 aan de gemeente Den Haag geschonken door de Rotterdamse industrieel Dov Gottesmann, directeur van Acomo, voorheen Amsterdam Rubber. Het beeld bleek qua symboliek prima te passen op het Koningsplein, dat zojuist gereconstrueerd was. De landschapsarchitect van het vernieuwde plein, Urban van Aar, zocht een kunstwerk dat 'de koning van de 21e eeuw' kon verbeelden.
Helaas is het kwetsbare beeld als gevolg van een storm al enkele malen van zijn voetstuk gewaaid, vermoedelijk is het kunstwerk gestolen en omgesmolten door koperdieven. Tegenwoordig staat er een beeld van een nar op de sokkel naar ontwerp van Folkert De Jong.
De Weimarstraat ontwikkelt zich sinds 2000 als winkelstraat voor speciale bestemmingen. Het voormalige zwembad De Regentes, dat bij zijn bouw in 1920 de grootste overdekte bad- en zweminrichting van Europa was, is sinds 1997 een succesvol theater, genaamd "Theater De Regentes". Elders verschijnen kunstgaleries en aanverwante bedrijven.
In een deel van de elektriciteitsfabriek is de eerste officiële Haagse culturele broedplaats gevestigd, DCR genaamd, een verwijzing naar het De Constant Rebecqueplein. DCR biedt ruimte aan beeldende kunstenaars, musici, vormgevers, architecten en dansers. Ook zijn er drie zelfstandige organisaties gevestigd, theater Zeebelt, het muziekensemble Loos en Danslab.

## Kerken
Aan de Beeklaan staat de grote rooms-katholieke Sint-Agneskerk, een neogotische driebeukige kruisbasiliek uit 1903, gebouwd door A.A.J. Margry en J.M. Snickers. In het gebouw bevinden zich gebrandschilderde ramen van de Haagse glazenier Lou Asperslagh uit 1930. Het gebouw is in 1984 na een zware brand gerestaureerd. De parochie werkt samen met Spaanstalige katholieken in Den Haag.
Aan de Chasséstraat, op de hoek met de Koningin Emmakade, huist in de voormalige hervormde kapel 'Uw Koninkrijk Kome' de Evangelische Broedergemeente. Deze protestantse Haagse gemeente trekt leden van Surinaamse origine. In de wandeling worden ze Herrnhutters genoemd, naar het Duitse 'Herrnhut': in de hoede van de Heer. Het is de naam van het landgoed in Saksen waar ze in de vijftiende eeuw onderdak kregen nadat ze uit Bohemen als volgelingen van de reformator Johannes Hus waren verdreven. Vanuit Duitsland zijn ze naar vele landen getrokken, onder andere naar Nederland en Suriname.
Het uitgestrekte Regentessekwartier valt onder drie wijkgemeenten van de Protestantse Gemeente te 's-Gravenhage. Het zijn de Valkenboskerk aan de Loosduinsekade, de Bethelkapel aan de Thomas Schwenckestraat en de Maranathakerk aan de 2e Sweelinckstraat.
Aan de Gaslaan (Rondom de Energiecentrale) staat de Oud gereformeerde gemeente Den Haag. Een kleine, zelfstandige reformatorische gemeente, voortgekomen uit de Oud gereformeerde gemeenten. 

## Vervoer
Tramlijnen 11 en 12 rijden door de wijk, de lijnen 2 , Randstadrail 3 en Randstadrail 4 langs de rand. Deze hebben er resp. 3, 3, 2 , 4 en 4 haltes.
De eerste tramlijn die bij de wijk kwam was lijn 5, op 1 februari 1906, vanuit de Weimarstraat. Eindpunt was op de Regenteselaan. Lijn 3 kwam op  18 maart 1906 bij de wijk, en lijn 7 op 12 december 1906. Lijn 3 & 7 hadden een keerlus op straat op het Valkenbosplein. Op 4 augustus 1906 ging lijn 10 langs de wijk rijden, over de Waldeck Pyrmontkade. Lijn 10 zou dat 97 jaar lang blijven doen, en lijn 3 komt er nog steeds. (nu als RandstadRail 3) Vanaf 1 mei 1928 gaat lijn 20, later 2, dezelfde route door de wijk volgen als lijn 5.  Vanaf 20 juni 1921 kwam vanuit Scheveningen tram 14 naar het Valkenbosplein. Later gaat die over de Valkenbosaan rijden. Vanaf 1 juni 1948 nam tram 15 dat deel over. In 1958 werd tram 15 verbust, gevolgd door tram 2 & 5 in 1963, en tram 14 in 1966. 